# Extra Ordinary
Extra Ordinary es una película de comedia y terror de 2019 escrita y dirigida por Mike Ahern y Enda Loughman. La película está protagonizada por Maeve Higgins, Barry Ward, Will Forte, Claudia O'Doherty, Jamie Beamish, Terri Chandler, Risteárd Cooper y Emma Coleman. La película fue ue estrenada en Irlanda y el Reino Unido el 13 de septiembre de 2019 por Wildcard Distribution. Fue estrenada en los Estados Unidos el 6 de marzo de 2020 por Cranked Up Films, la división de género de Good Deed Entertainment.

## Reparto
- Maeve Higgins como Rose Dooley
- Barry Ward como Martin Martin
- Will Forte como Christian Winter
- Claudia O'Doherty como Claudia Winter
- Jamie Beamish como Brian Welsh
- Terri Chandler como Sailor Dooley
- Risteárd Cooper como Vincent Dooley
- Emma Coleman como Sarah Martin
- Carrie Crowley como Marion Mularkey
- Mary McEvoy como Janet
- Agath Ellis como Rose joven
- Valerie O'Connor como Angela
- Siobhán McSweeney como la aburrida Noreen
- Eamon Morrissey como el Sr.Daly
- Alison Spittle como Alison
- Jed Murray como Astaroth el demonio

## Estreno
La película se estrenó en South by Southwest el 10 de marzo de 2019. La película fue estrenada en Irlanda y el Reino Unido el 13 de septiembre de 2019 por Wildcard Distribution y en los Estados Unidos el 6 de marzo de 2020 por Cranked Up Films.

## Videojuego promocional
Airdorf Games, que anteriormente había creado un videojuego promocional para la película de terror de 2019 The Wind, creó un juego de navegador basado en Extra Ordinary. El juego es una colección de minijuegos que sigue libremente la trama de la película y, aunque breve, tuvo una acogida positiva.